# Annika Eriksdotter
Annika Eriksdotter, född 1962 i Södra Finnskoga, är en svensk konstnär med inriktning på fotografi, broderi och mixed media, hon är konst- och kyrkopedagog samt skolkonstnär på Kronoparksskolan Karlstad. Hon är bosatt i Skoghall där hon också har sin ateljé. Annika Eriksdotter och gett ut böckerna "Kärrbackstrand, en fotografisk berättelse", Votum förlag 2018 samt "Pappa och jag, en fotodagbok om kärlek, demens och döden" Votum förlag 2020. Hon har tillsammans med T Pfitzinger-Drewes varit redaktör för boken "Kyrkopedagogik, att visa en kyrka med dialog, delaktighet och alla sinnen", Votum förlag/Karlstads stift 2020.
Annika Eriksdotter är medlem i Värmlands konstnärsförbund, Konstnärernas Riksorganisation (KRO), CFF Centrum för fotografi.
Eriksdotter har bland annat studerat vid Stockholms Tillskärarakademi 1987, Handarbetets Vänners skola i Stockholm 1990–1991, Karlstads universitet 2004–2012. Fil.kand.-examen i Konst och bildvetenskap 2008, kurser i konstpedagogik och helighetens bilder på Konstfack i Stockholm 2009–2011 och olika kurser på Fotografiska Akademin i Stockholm 2012–2015 bland annat Mitt fotografiska år 2014. Kurs i Visuell gestaltning på Biskops Arnö för Anna Clarén 2016, 2017 och 2018. 
Hon har ställt ut separat på bland annat Upplandsmuseet, Sigtunastiftelsen i Sigtuna, Akademiska sjukhuset i Uppsala, S:t Jacobs kyrka, Swedish Christian Study Centre i Jerusalem, Storkyrkan i Stockholm och på Värmlands museum. Hon har medverkat i samlingsutställningar bland annat på Liljevalchs vårsalong 2014, dokumentärfotosalongen Arbetets museum 2019, Hälsinglands museum i Hudiksvall, Nordiska museet, Uppsala domkyrka, Kulturhuset i Stockholm, Värmlands museum, Alsters herrgård, Rackstadmuseet i Arvika, Stigtomta kyrka, Kristinehamns konstmuseum, Länsmuseet Västernorrland, Konstfrämjandet i Karlstad och Konsthall Spisrummet på Centralsjukhuset i Karlstad.
Hon har tilldelats bl.a. Svenska kyrkans kulturstipendium 1999, Hammarö kommuns kulturstipendium 1998 och 2016, Helmiastiftelsen 2018, Längmanska kulturfonden 2018 och 2020, Thor Fagerkvist stipendium 2018 och Konung Gustav VI Adolfs fond för svensk kultur 2017 och 2019.
Eriksdotter är representerad på ett 40-tal ställen, bland annat på Upplandsmuseet i Uppsala, Centralsjukhuset i Karlstad, Torsby sjukhus, Sigtuna stiftelsen i Sigtuna, Åmåls- och Hammarö bibliotek, Hammarö trygghetsboende, Tingvallagymnasiet i Karlstad, Västerstads församling i Hörby, Karlstads stift,  Karlstads kommun, Arvika kommun,, Flemingsbergs kyrka i Stockholm, Malmbergets kyrka, Hållnäs-Österlövsta församling i Uppland, Hökhuvuds kyrka, Ålands församling, Täby kyrka, Väse kyrka i Värmland, Mariakapellet i Hammarö, Hammarö kyrka, Trångsunds församling, Gribbylunds kapell, Nyeds kyrka, Svanskogs kyrka i Värmland, Närhetens kyrka i Kil, Glava kyrka i Värmland, Norrstrands församling i Karlstad, Västerstrandskyrkan i Karlstad, Södra Ny kyrka i Värmland, Alsters kyrka i Värmland, Skogskapellet i Mariestad. Inköpt av bla: Folkets Hus och Parker AB, Bygdegårdarnas riksförbund, Kristinehamns konstförening och Landskrona konstförening.